# Виньола
Виньо̀ла (на италиански: Vignola, на местен диалект Vgnóla, Въньола) е град и община в северна Италия, провинция Модена, регион Емилия-Романя. Разположен е на 125 m надморска височина. Населението на общината е 24 399 души (към 2012 г.).